# 雪舟

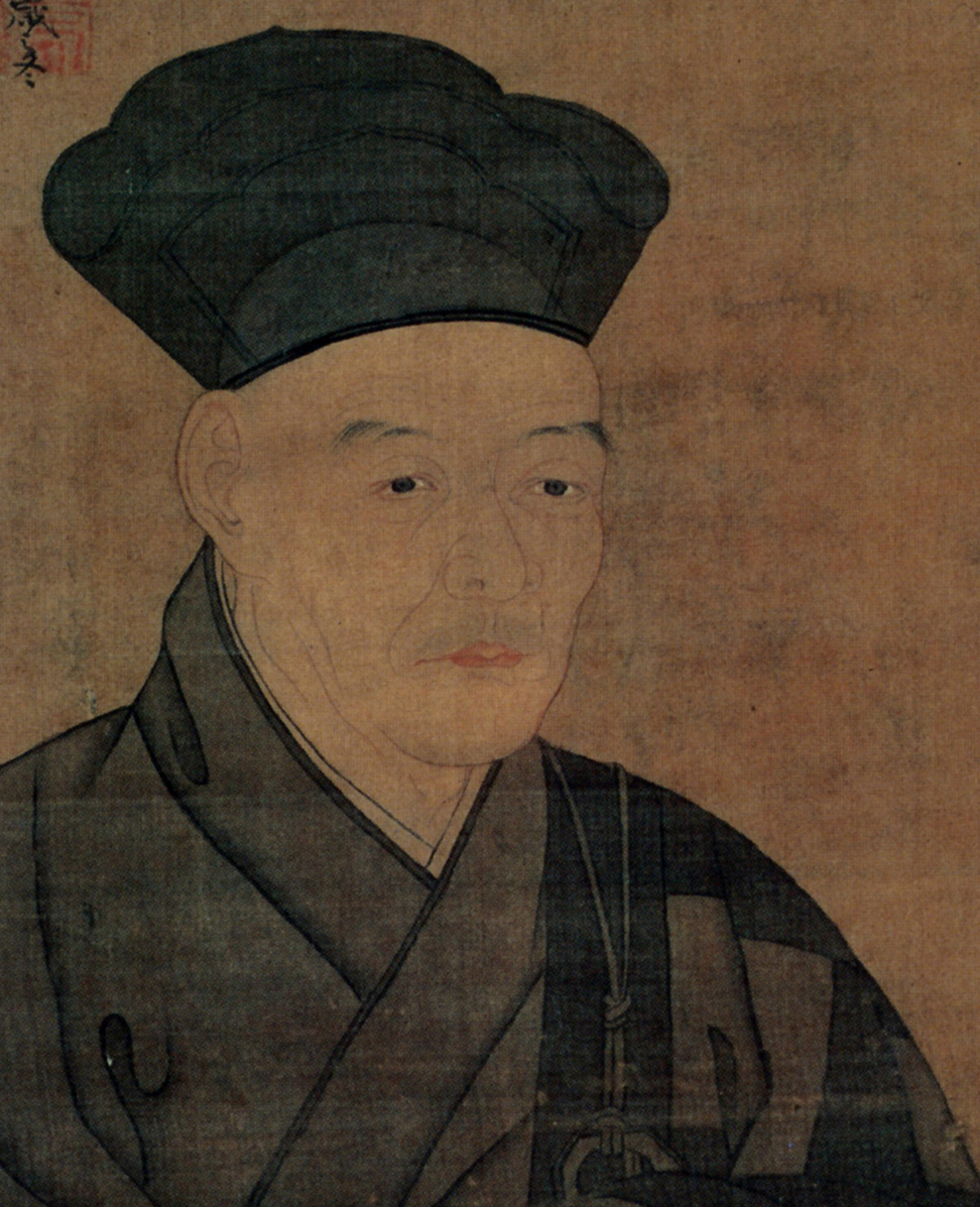
『絹本著色雪舟自画像（模本）』（重要文化財、藤田美術館）

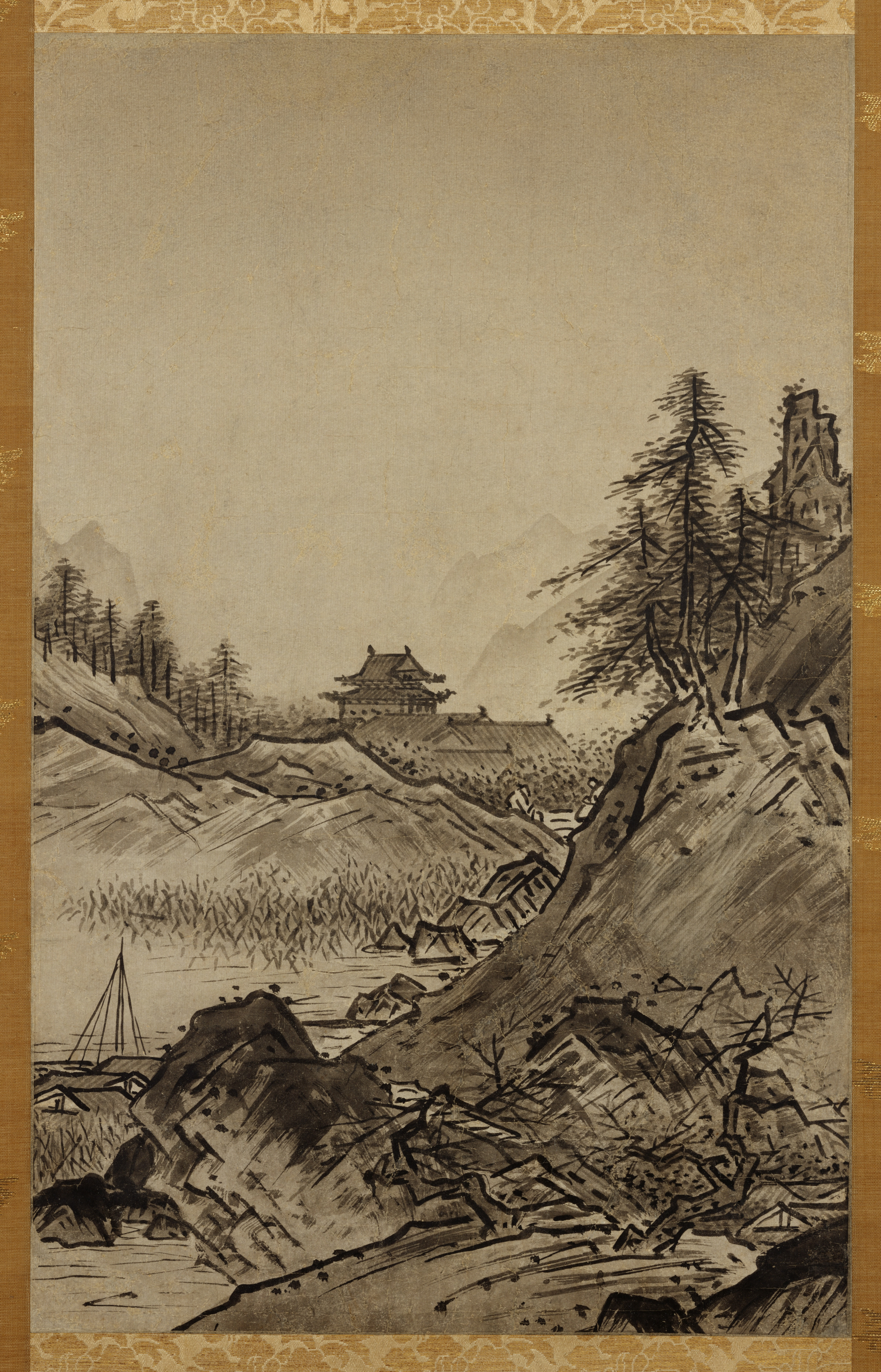
『秋冬山水図』のうち秋景（東京国立博物館）

雪舟（せっしゅう、応永27年（1420年） - 永正3年（1506年）8月8日（諸説あり））は、日本の室町時代に活躍した水墨画家・禅僧（画僧）。「雪舟」は号で、諱は「等楊」と称した。
備中国（現在の岡山県総社市）に生まれ、京都相国寺で修行した後、大内氏の庇護を受け周防国に移る。その後、遣明船に同乗して中国（明）に渡り、李在より中国の画法を学んだ。
現存する作品の大部分は中国風の水墨山水画であるが、肖像画の作例もあり、花鳥画もよくしたと伝える。宋・元の古典や明代の浙派の画風を吸収しつつ、各地を旅して写生に努め、中国画の直模から脱した日本独自の水墨画風を確立した点での功績が大きい。後の日本画壇へ与えた影響は大きい。
作品のうち『天橋立図』『秋冬山水図』『四季山水図巻』『破墨山水図』『慧可断臂図』『山水図』の6点が国宝に指定されており、日本の絵画史において別格の高評価を受けているといえる。この他に『花鳥図屏風』など「伝雪舟筆」とされる作品は多く、真筆であるか否か、専門家の間でも意見の分かれる作品も多い。弟子に周徳、等悦、秋月、宗淵、等春らがいる。

## 生涯

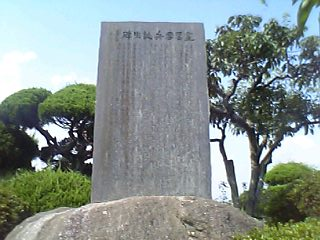
生誕地に立つ碑文（岡山県総社市）

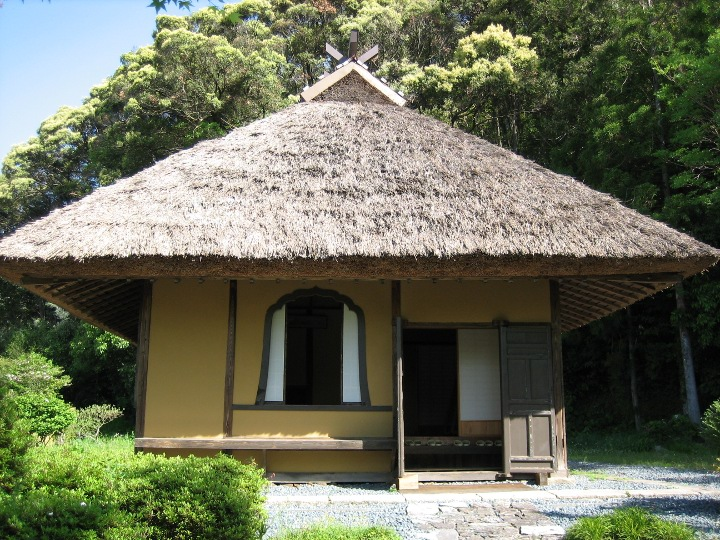
雲谷庵（復元、2005年5月撮影）

『天橋立図』（京都国立博物館）

応永27年（1420年）、備中国赤浜（現在の岡山県総社市）に生まれる。生家は小田氏という武家とされている。幼い頃近くの宝福寺に入る。当時、文芸で身を立てるには、寺に入るのが唯一の道であり、室町時代は禅僧が学問・文芸の分野を担っていた。10歳頃に京都の相国寺へ移り、春林周藤に師事して禅宗の修行を積むとともに、天章周文に絵を学んだ。禅にも絵にも、当時最高の師を持ったということは、雪舟もまたよほどの人物だったに違いない。ことに水墨画は禅とともに起こった芸術である。描くことはまた、禅の修行でもあった。
享徳3年（1454年）頃、周防国に移り、守護大名大内教弘の庇護を受け、画室雲谷庵（山口県山口市天花〈てんげ〉）を構える。寛正6年（1465年）頃、楚石梵琦（そせきぼんき）による雪舟二大字を入手し、竜崗真圭に字説を請。この頃より雪舟を名乗ったと考えられている。
長禄元年（1457年）、拙宗等楊から改号したと推定されている。拙宗と雪舟が同一人物であることを示す確実な史料はないが、拙宗と雪舟の活躍時期が重ならないこと、両者の溌墨系山水画を詳細に比較検討した結果、共に飛躍がありつつも共通性が認められることから、同一人物説が定説となりつつある。
拙宗の真筆とされる作品は十数点が現存している。拙宗が雪舟の若い頃の号とすると、のちに風景画が多くなるのに対して、渡明前は仏画や人物画が多い。「拙宗」期を含むと、雪舟の現存作品数は約50点とされる。
応仁元年（1467年）に遣明船で明へ渡航。各地を廻り、約2年間本格的な水墨画に触れ、研究した。天童山景徳禅寺では「四明天童山第一座」の称号を得る（以後、雪舟の作品の署名には度々この称号を書き入れている）。更に北京に赴き、政府の建物に壁画を書いて、大いに評判になったという。弟子に送った『破墨山水図』にある文面に、「明の画壇に見るべきものはなく、日本の詩集文や叙説を再認識した」と書かれている様に、明の時代の画家よりも夏珪や李唐等の宋・元時代の画家に興味を持ち、模写して勉強した（『彷夏珪山水図』『彷李唐牧牛図』はいずれも重要文化財）。中国大陸の自然は、雪舟に深く影響した。「風景こそ最大の師」と悟った様に、彼は帰路、揚子江を下りつつ貪欲に各地の風景を写生した（雪舟の書いた風景画の景観は、中国の各地に現代も残っている）。
文明元年（1469年）に帰国し、周防国のほか豊後国や石見国で創作活動を行う。文明13年（1481年）秋から美濃国へ旅行。文亀元年（1501年）頃には、丹後国の天橋立に赴き『天橋立図』を残している。日本美術史を研究する学習院大学教授の島尾新は、雪舟が各地を訪れたのは単なる漂泊ではなく、大内氏の軍事・外交政策のための地理調査と関連があると推測している。『天橋立図』は天橋立そのものだけでなく周辺の寺社が詳細に描かれている。このため同地にある籠神社の別当智海や、丹後の支配者で大内氏と連携していた一色義直の依頼で制作された可能性が指摘されている。

没年は確実な記録はないが永正3年（1506年）に87歳で没したとするものが多い。文亀2年（1502年）とする説もある。命日も8月8日（『古画備考』）、9月16日（雪舟伝）など諸説あり、最期の地は石見国益田の大喜庵とされ、雪舟と親交があったとされる益田兼堯の子孫・益田牛庵（元祥）執筆の『牛庵一代御奉公之覚書』には次の記述がある。
「雪舟（中略）極老候而石見之益田へ罷り越され彼地落命候（後略）」
（雪舟…老い極まり石見益田へ参り彼の地で落命する…）。
雪舟の生涯には謎とされる部分が多い。墓所と伝わる場所も複数箇所ある。

## 主要作品

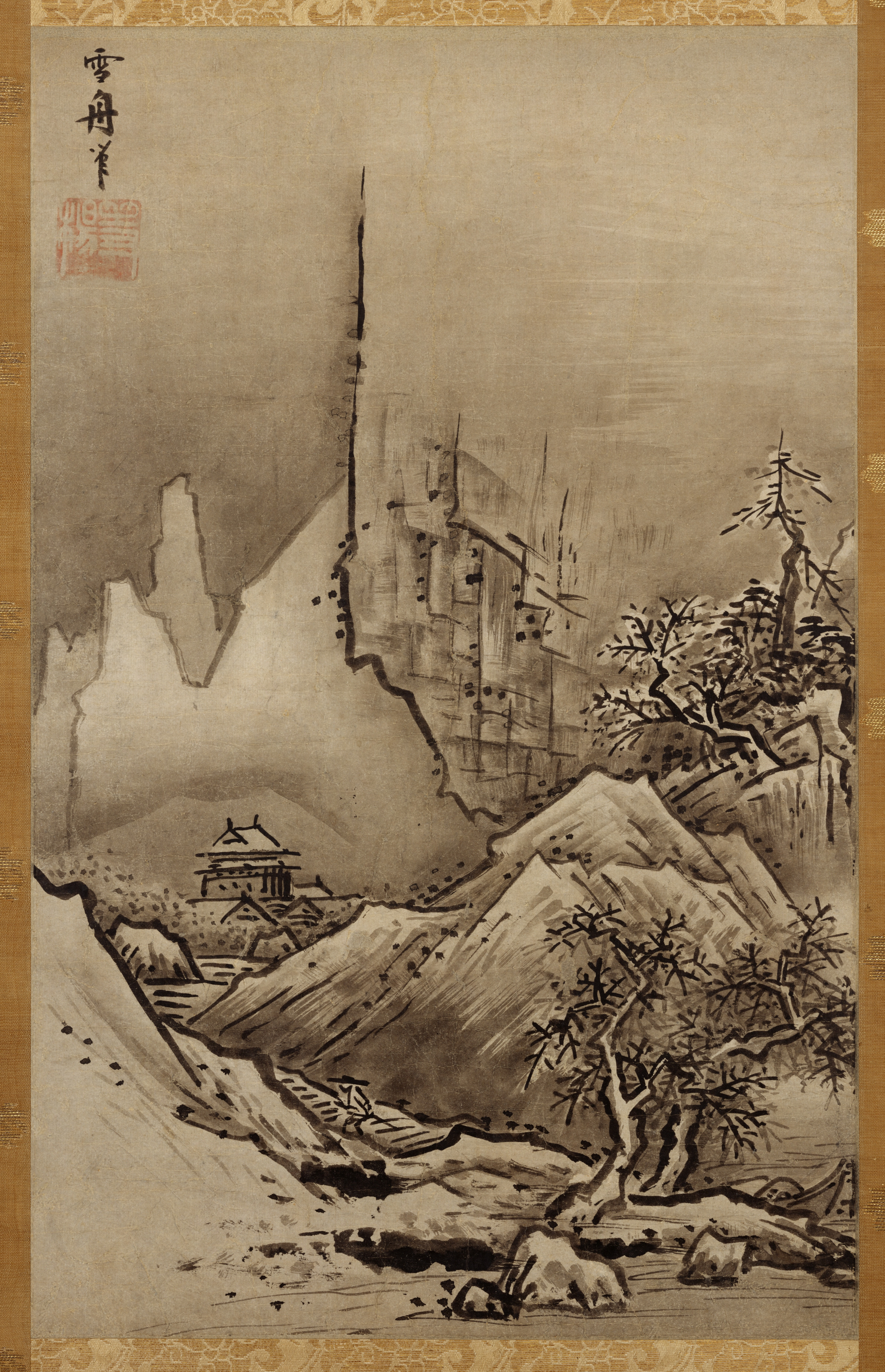
『秋冬山水図』（冬景図）（東京国立博物館）

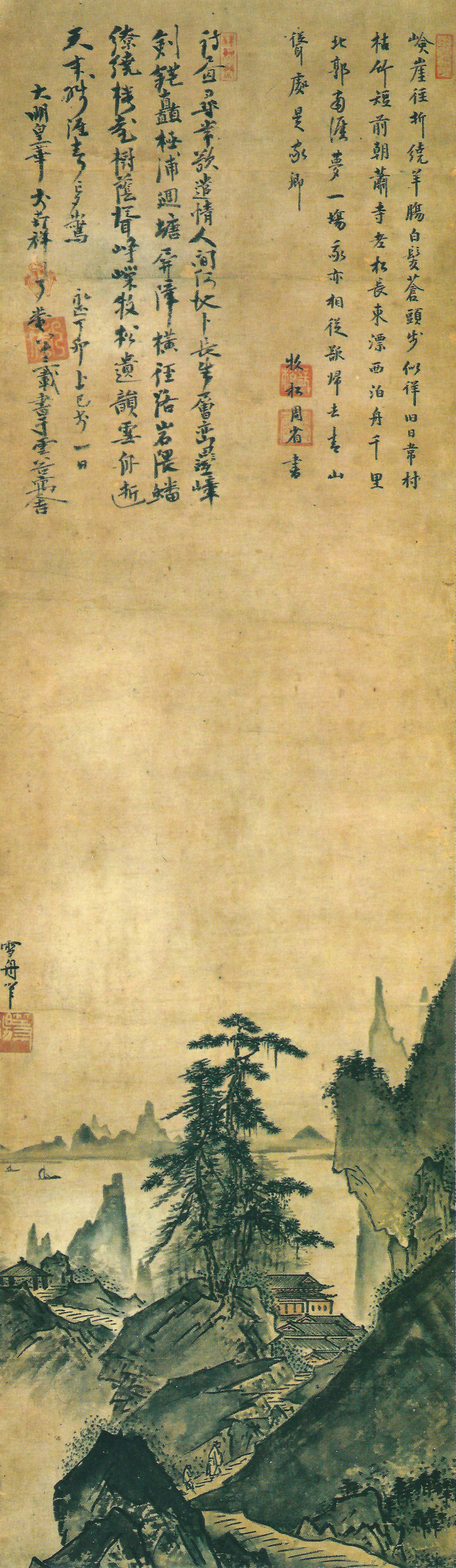
『山水図』牧松周省、了庵桂悟賛（個人蔵）

### 国宝
- 『秋冬山水図』2幅、各47.7cm×30.2cm（東京国立博物館）[13]
- 『四季山水図巻（山水長巻）』1巻、縦39.7cm×横1592.0cm（毛利博物館） 文明18年（1486年）の年記がある[注釈 4]
- 『山水図』（破墨山水図）縦148.6cm×横32.7cm（東京国立博物館） 明応4年（1495年）の自題及び月翁周鏡等六僧の賛がある[16]
- 『慧可断臂図』（愛知県・斉年寺） 「七十七歳」の款記がある。明応5年（1496年）作。[注釈 5]
- 『天橋立図』縦89.5cm×横169.5cm（京都国立博物館）[19]
- 『山水図』牧松周省・了庵桂悟賛（個人蔵）

### 重要文化財
雪舟作品
- 『四季山水図』4幅（東京国立博物館）
- 『四季山水図』4幅（石橋財団アーティゾン美術館）
- 『四季山水図巻（山水小巻）』1巻（京都国立博物館）
- 『倣高克恭 山水図巻』1巻（山口県立美術館）
- 『倣夏珪 夏景山水図』（個人蔵）
- 『倣夏珪 冬景山水図』（個人蔵）
- 『倣李唐 牧牛図（牧童）』（山口県立美術館）
- 『倣李唐 牧牛図（渡河）』（山口県立美術館）
- 『倣梁楷 黄初平図』（京都国立博物館）
- 『倣玉澗 山水図』（岡山県立美術館）
- 『山水図』（香雪美術館）
- 『益田兼堯像』（益田市立雪舟の郷記念館）文明11年（1479年）
- 『毘沙門天図』（相国寺承天閣美術館）

伝雪舟筆花鳥図
- 『花鳥図屏風』（前田育徳会）
- 『四季花鳥図屏風』（東京国立博物館）
- 『四季花鳥図屏風』（京都国立博物館）

「拙宗」印のある作品
- 『山水図』（京都国立博物館）
- 『山水図』（正木美術館

- 『題雪舟山水図詩』（了庵桂悟筆） 附:雪舟自画像（模本）（藤田美術館）

### その他（国宝・重要文化財以外）
- 『破墨山水図』景徐周麟賛（出光美術館）
- 『倣夏珪 山水図』（個人蔵 -元は上記の「倣〇〇」掛軸6点とセットで、江戸時代の狩野常信の模本から最低でも12図あったことが知られている。1933年の入札図録に掲載された後、所在不明となっていたが、2017年に84年ぶりに再発見された[20][21][22][23][24]。）

| 四季山水図（山水長巻）（毛利博物館）（部分） |  | （同左） |
| 四季山水図（山水長巻）（毛利博物館）（部分） |  | （同左） |

『四季山水図』（石橋財団）
- 春景
- 夏景
- 秋景
- 冬景

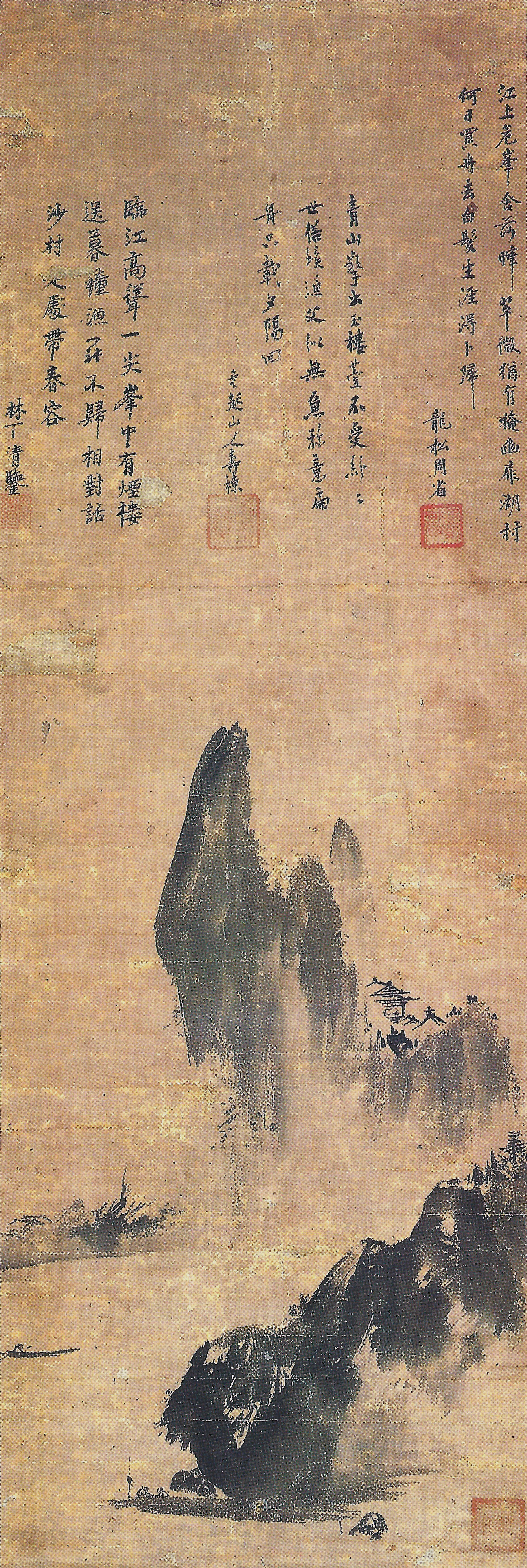
『山水図』（拙宗、正木美術館）
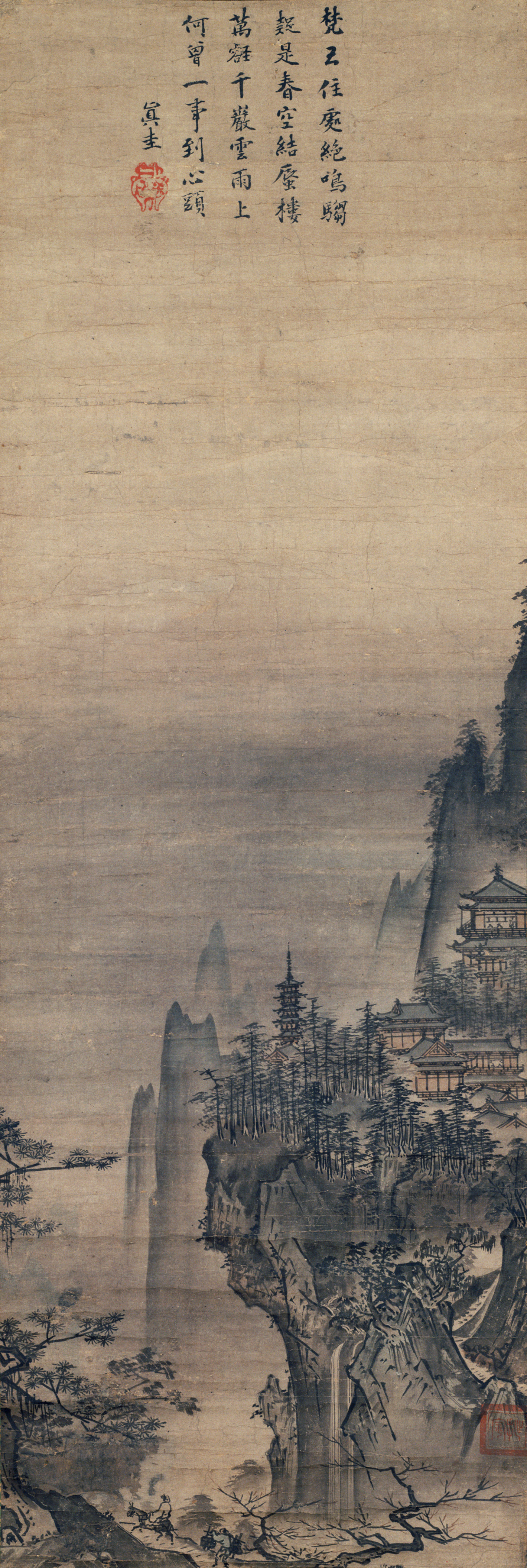
『山水図』（拙宗、京都国立博物館）
『山水図』（通称『破墨山水図』、東京国立博物館）
『四季山水図』秋景（東京国立博物館）
『四季山水図』冬景（東京国立博物館）

| 伝雪舟『四季花鳥図』（東京国立博物館）左隻 |  | 同右隻 |
| 伝雪舟『四季花鳥図』（東京国立博物館）左隻 |  | 同右隻 |

雪舟の人物図
- 『慧可断臂図』（斉年寺）
- 『黄初平図』（京都国立博物館）
- 『毘沙門天図』（承天閣美術館）

※雪舟作品の画像は岡山県立美術館、山口県立美術館、出光美術館、香雪美術館、益田市立雪舟の郷記念館の項も参照。

## 関連する場所
- 井山宝福寺 （岡山県総社市）- 涙でネズミの絵を描いたことで有名。境内には少年雪舟像が置かれている[25]。

- 雪舟誕生地公園（岡山県総社市） -  生誕600年を記念し令和2年に開園。
展示室や銅像、国宝に指定された６つの作品全てを精密に再現した銅版画などがある[26]。

- 相国寺（京都府京都市） - 雪舟が修行を行ったとされる寺。

- 雲谷庵（山口県山口市） - 1464年と晩年まで開き定住していた画房[27]。

- 天開図画廊（大分県大分市）- 1469年に中国から帰国後、北九州の大分にてしばらく営んだ画房。[28][29]。

### 雪舟庭

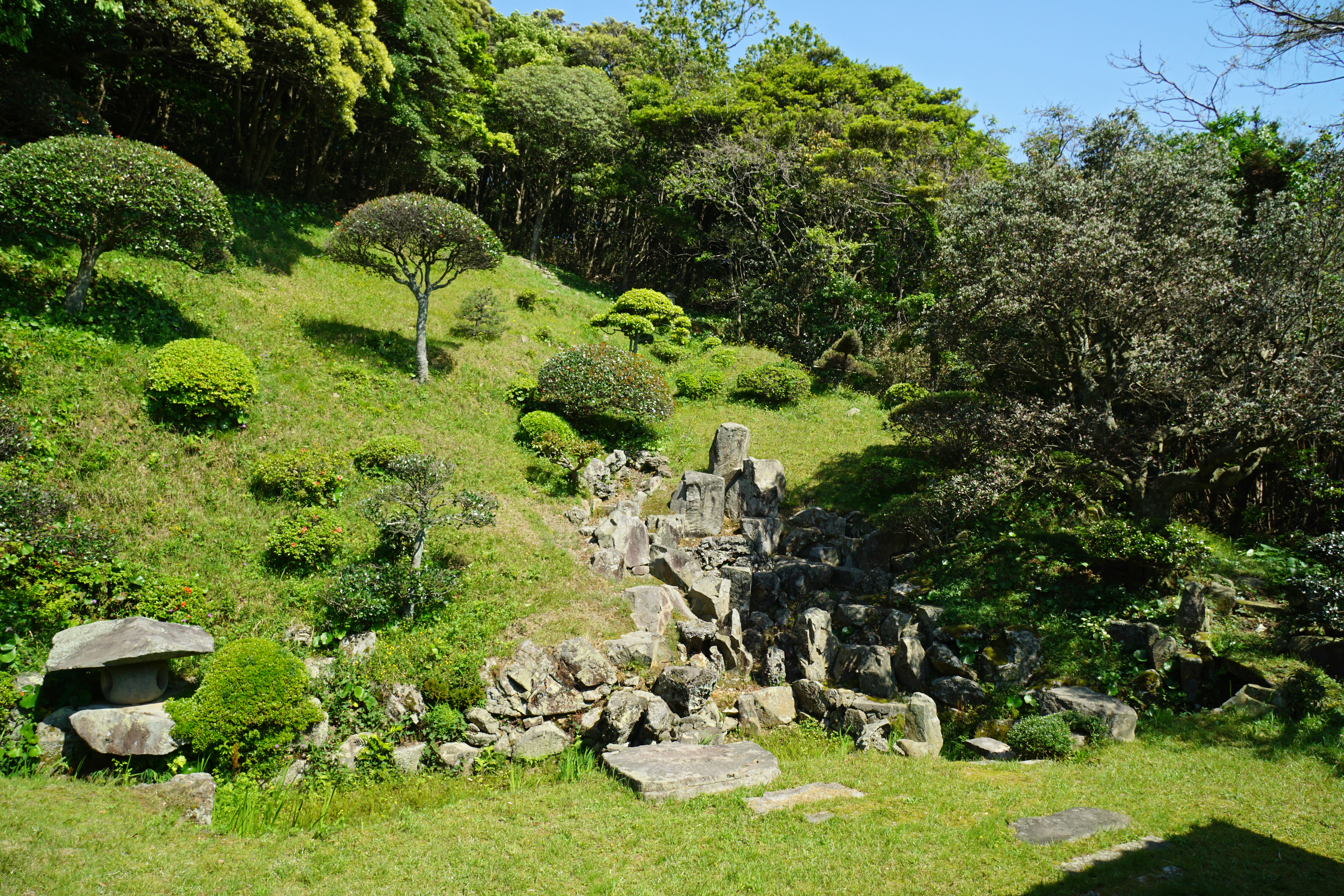
小川家雪舟庭園
（島根県江津市）

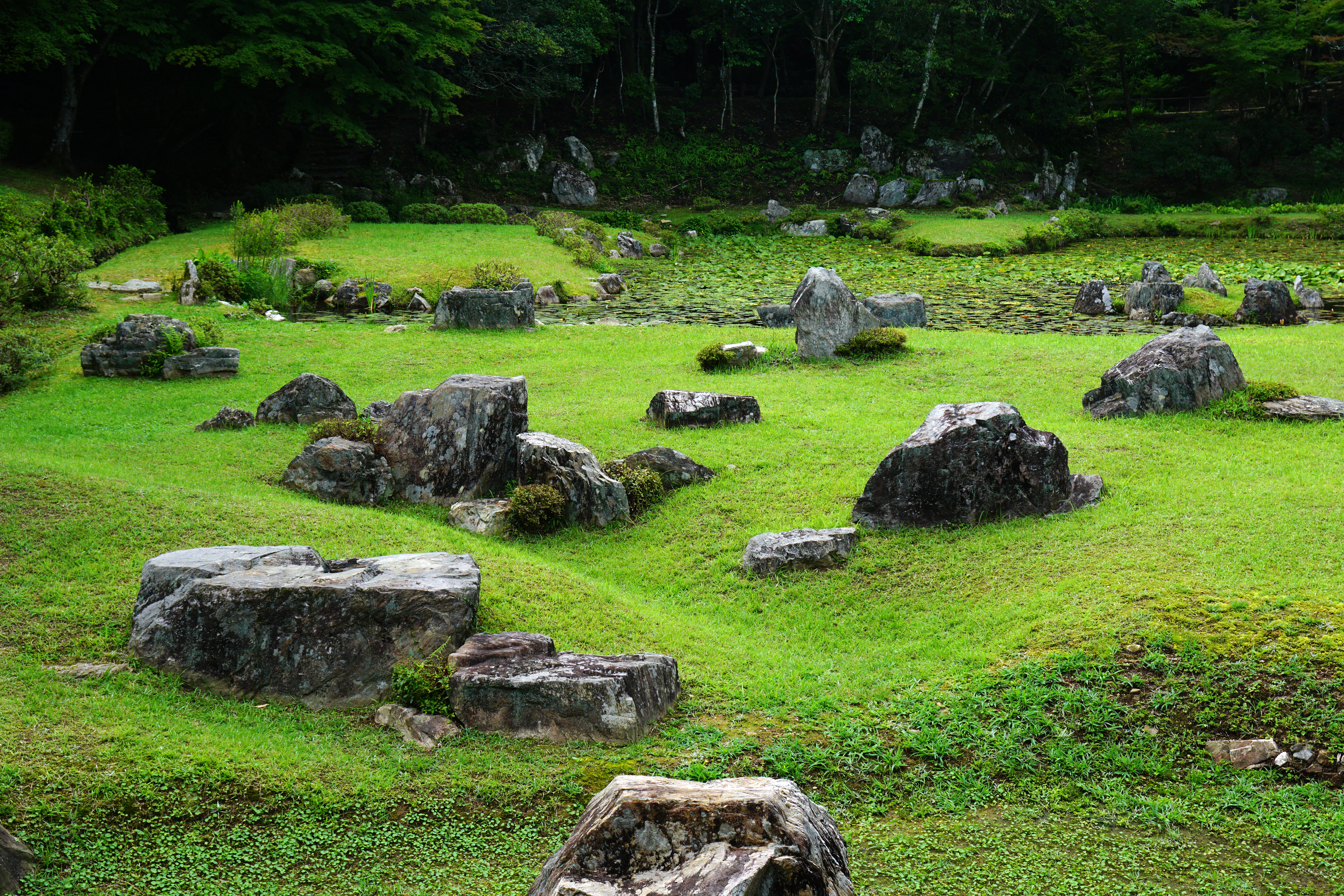
常栄寺庭園（山口県山口市）

雪舟が築いたものと伝えられる庭園は各地にあり、医光寺、萬福寺、常栄寺、旧亀石坊庭園の雪舟庭は雪舟四大庭園と呼ばれる。
- 芬陀院 京都府京都市東山区 東福寺
- 医光寺 島根県益田市染羽町（国の史跡及び名勝）
- 萬福寺 島根県益田市東町（国の史跡及び名勝）
- 小川家雪舟庭園 島根県江津市和木町
- 西方院跡 広島県廿日市市宮島 大聖院付近
- 常栄寺 山口県山口市宮野下（国の史跡及び名勝）
- 普賢寺 山口県光市室積
- 旧亀石坊庭園 福岡県田川郡添田町 英彦山（名勝）
- 魚楽園 福岡県田川郡川崎町（名勝）
- 吉峯家雪舟庭 大分県中津市山国町中摩
- 善生寺　山口県山口市古熊

### 墓所
- 島根県益田市の大喜庵は雪舟が晩年を過した東光寺の焼失した跡に建てられ、雪舟の墓所がある[30]。
- 岡山県井原市の重玄寺跡には雪舟のものと伝えられる墓が残る[31]。
- 雪舟の遺骸は崇観寺（医光寺）で火葬にふされ、灰塚に納められたと伝わっている[32]。

## 参考事項

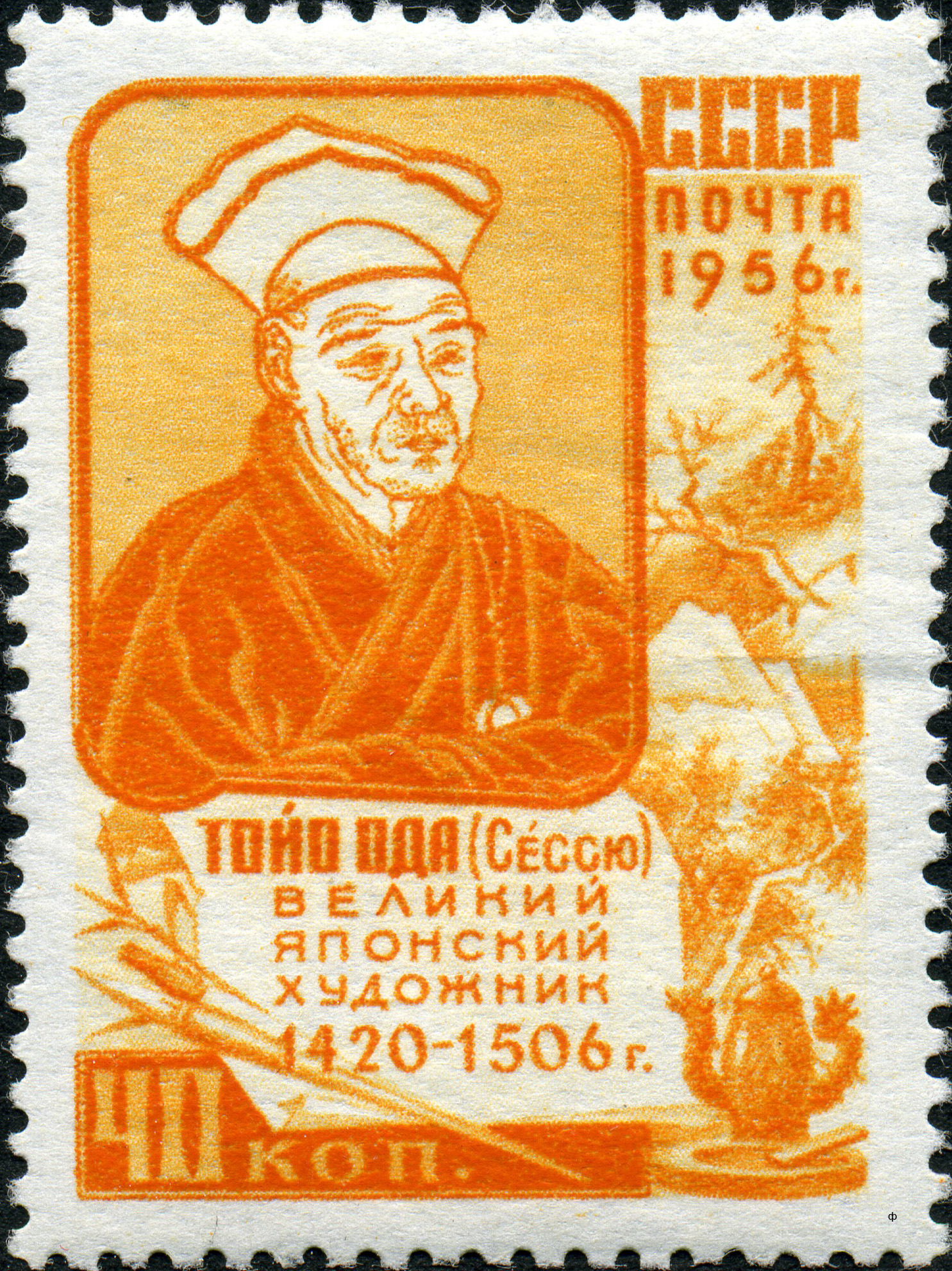
雪舟が描かれたソ連の切手

- 雪舟は外国の切手に描かれた最初の日本人である。昭和31年（1956年）に開かれた世界平和会議で世界平和文化人として10人が選ばれ、日本から選ばれたのが没後450年にあたる雪舟だった（他はドストエフスキー（生誕135年）、モーツァルト（生誕200年）、ピエール・キュリー（没後50年）、ヘンリク・イプセン（没後50年）、ハインリヒ・ハイネ（没後100年）、カーリダーサ（生誕1500年）、バーナード・ショー（生誕100年）、ベンジャミン・フランクリン（生誕250年）、レンブラント（生誕350年））。それを記念してソビエト連邦とルーマニアで10人の切手が発行された。
- 1998年長野オリンピックの公式ポスターのデザインの一つに雪舟の『秋冬山水図（冬景）』が選ばれた。開会式のイメージ監督を務めた新井満の発案で『秋冬山水図』が選ばれ、アートディレクターの鈴木八朗が千枚限定の手漉き和紙で制作し通し番号が入れられた。ナンバー1番のポスターはフアン・アントニオ・サマランチIOC会長に贈られた[33]。
- 従来、模本1幅[34]が知られていた拙宗筆『芦葉達磨図』が2008年、個人からスミス・カレッジ美術館に寄贈されたことがわかると[9][35]、京都で修復され、2016年に東京の根津美術館の「若き日の雪舟」展で公開されている[注釈 6]。

### 涙で描いた鼠
雪舟については以下のよく知られた話が残っている。
宝福寺に入った幼い日の雪舟が、絵ばかり好んで経を読もうとしないので、寺の僧は雪舟を仏堂の柱に縛りつけてしまいました。しかし床に落ちた涙を足の親指につけ、床に鼠を描いたところ、僧はその見事さに感心し、雪舟が絵を描くことを許しました。
但し初出は江戸時代に狩野永納が編纂した『本朝画史』（1693年刊）で、後年の創作という説もある。

### 神格化
雪舟の神格化は江戸時代から始まった。当時画壇を支配していた狩野派が雪舟を師と仰ぎ、ゆえに諸大名が雪舟の作品を求めたからであるとされる。そのために以後「雪舟作」と号する作品が急激に増えたと言われる。雪舟の人気を反映して、『祇園祭礼信仰記』のような作品が上演された。日本文化の一つを生んだ雪舟は、今や日本を代表する歴史人物の一人となっている。